# Cerophysa dwiwarna
Cerophysa dwiwarna là một loài bọ cánh cứng trong họ Chrysomelidae. Loài này được Mohamedsaid miêu tả khoa học năm 2003.